# Tô (Nayala)
Tô ist ein Dorf in Burkina Faso, in der Region Boucle du Mouhoun, der Provinz Nayala und dem Departement Toma. Tô liegt am südlichen Rand der Sahelzone und hat 1354 Einwohner (1996).